# Laura Tomasi

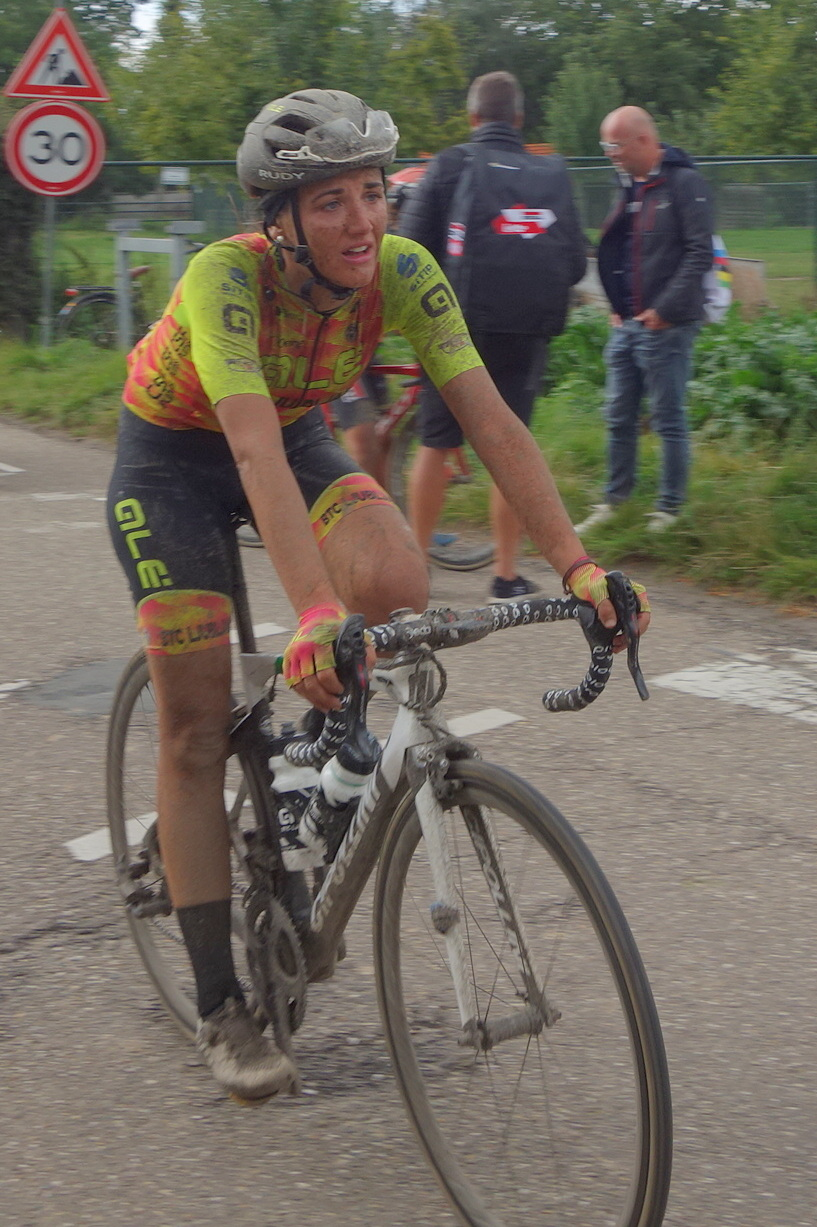
Tomasi tijdens de Simac Ladies Tour 2021

Laura Tomasi (Miane, 1 juli 1999) is een Italiaans wielrenster.

## Carrière
Van 2018 tot 2020 reed Tomasi voor de Italiaanse wielerploeg Top Girls Fassa Bortolo. Ze won in 2019 de Italiaanse Trofeo Oro in Euro en werd tweede in de Trofee Maarten Wynants. Vanaf 2021 kwam ze uit voor Alé BTC Ljubljana, dat in 2022 verder ging als UAE Team ADQ.
In 2024 maakte Tomasi de overstap naar Laboral Kutxa-Fundación Euskadi. Datzelfde jaar maakte ze haar debuut in de Ronde van Frankrijk, die ze afloot op plek 68.

## Palmares

### Overwinningen
2018
Memorial Valerio Cappellotto
2019
Trofeo Oro in Euro
Memorial Valerio Cappellotto
2025
Grand Prix El Salvador

### Resultaten in voornaamste wedstrijden
| Jaar | Ronde van Italië | Ronde van Frankrijk | Ronde van Spanje |
| ---- | ---------------- | ------------------- | ---------------- |
| 2018 | 81e              |                     |                  |
| 2019 | opgave           |                     |                  |
| 2020 | 67e              |                     |                  |
| 2021 | 66e              |                     |                  |
| 2022 | opgave           |                     |                  |
| 2023 |                  |                     |                  |
| 2024 | opgave           | 68e                 | 64e              |
| 2025 | opgave           | 99e                 | opgave           |

| Jaar | Milaan-San Remo | Gent-Wevelgem | Ronde van Vlaanderen | Parijs-Roubaix | Luik-Bast.‑Luik | Strade Bianche | Le Samyn | Classic Brugge-De Panne |
| ---- | --------------- | ------------- | -------------------- | -------------- | --------------- | -------------- | -------- | ----------------------- |
| 2018 |                 |               |                      |                |                 | opgave         |          |                         |
| 2019 |                 |               |                      |                |                 | buit.tijd      |          |                         |
| 2020 |                 |               |                      |                |                 | buit.tijd      |          |                         |
| 2021 |                 |               | 79e                  |                |                 | opgave         | 7e       | opgave                  |
| 2022 |                 |               |                      | 79e            |                 |                | 10e      | 75e                     |
| 2023 |                 | opgave        |                      | 26e            |                 |                | 15e      | 61e                     |
| 2024 |                 |               |                      |                | opgave          | opgave         |          |                         |
| 2025 | 99e             |               |                      |                |                 |                |          |                         |

## Ploegen
- 2018 –  Top Girls Fassa Bortolo
- 2019 –  Top Girls Fassa Bortolo
- 2020 –  Top Girls Fassa Bortolo
- 2021 –  Alé BTC Ljubljana
- 2022 –  UAE Team ADQ
- 2023 –  UAE Team ADQ
- 2024 –  Laboral Kutxa-Fundación Euskadi
- 2025 –  Laboral Kutxa-Fundación Euskadi

Bastianelli · Boogaard · Bujak · Chursina · García · Guderzo · Patuelli · Pintar · Reusser · Tomasi · Trevisi · Wright
al Sayegh · Bastianelli · Bertizzolo · Boogaard · Bujak · García · Ivanchenko · Magnaldi · Novolodskaja · Patuelli · Pintar · Tomasi · Trevisi · Wright · Zanetti
al Sayegh · Amialiusik · Baril · Bastianelli (tot 10/7) · Bertizzolo · Bujak · Consonni · Gasparrini · Harvey · Holden · Ivanchenko · Kumięga · Magnaldi · Persico · Tomasi · Trevisi